# Unión Sporting Club
L'Unión Sporting Club, conosciuta semplicemente come Unión Sporting, fu una società calcistica spagnola. L'uniforme era rossa coi pantaloncini blu.

## Palmarès
Vinse tre volte il Campeonato Regional Centro (1922, 1923, 1931).

### Competizioni regionali
3 trofei
- Campeonato Regional Centro: 3

1921-1922, 1922-1923, 1930-1931